# Бронко Біллі
«Бронко Біллі» (англ. «Bronco Billy») — американський кінофільм 1980 року, режисера Клінта Іствуда, який виконав головну роль.

## Сюжет
Влучний стрілець і спритний наїзник Бронко Біллі є власником циркового шоу в стилі «Дикого Заходу». Життя обходиться з героєм неласкаво, і він ледве зводить кінці з кінцями. Але ось він зустрічає спадкоємицю величезного стану, що випадково залишилася без грошей, речей та документів. Незважаючи на те, що ця дівчина не вміє стріляти із зав'язаними очима і хвацько їздити верхи, їй вдається витончено заарканити серце Бронко Біллі.

## У ролях
| Актор           | Роль                   |
| --------------- | ---------------------- |
| Клінт Іствуд    | Бронко Біллі           |
| Сондра Лок      | Антуанетта Лілі        |
| Джефрі Льюїс    | Джон Арлінгтон         |
| Скетмен Кротерс | Док Лінч               |
| Білл Маккінні   | Шульга Лебоу           |
| Сем Боттомс     | Леонард Джеймс         |
| Ден Вадіс       | Великий Орел           |
| Сьєрра Пешер    | Лорейн «Проточна Вода» |
| Волтер Барнс    | шериф Дікс             |
| Вудро Парфрі    | доктор Кентербері      |

## Знімальна група
- Режисер — Клінт Іствуд
- Продюсер — Роберт Дейлі, Ніл Г. Доброфські, Денніс Гакін, Фрітц Мейнс
- Сценарист — Денніс Гакін
- Оператор — Девід Ворт
- Композитор — Снафф Гарретт
- Художник — Юджин Лур'є, Гленн Райт, Ерні Бішоп
- Монтаж — Джоел Кокс, Ферріс Вебстер